# Zlynkovský rajón
Zlynkovský komunální rajón (rusky Злынковский муниципальный район) je správní jednotkou na jihozápadě Brjanské oblasti v Rusku. Administrativním centrem je město Zlynka.

## Geografie
Rajón zabírá území o rozloze 735 km² a je tak nejmenším rajónem Brjanské oblasti. Hlavními řekami jsou Ipuť, Nětěša a Zlynka.

## Historie
Téměř celé území současného Zlynkovského rajónu bylo až do roku 1919 součástí Novozybkovského újezdu Černigovské gubernie. V roce 1919 bylo převedeno pod správu Homelské gubernie Ruské sovětské federativní socialistické republiky (RSFSR). V roce 1926 bylo území v důsledku rozpuštění Homelského rajónu připojeno k Brjanské gubernii.
V roce 1929, se zavedením nového administrativního členění, byly gubernie a ujezdy zrušeny. Byl vytvořen Zlynkovský rajón, který byl původně součástí Klincovského okruhu Západní oblasti s centrem ve městě Smolensk. V letech 1937—1944 se nacházel pod správou Orlovské oblasti.
Dne 5. července 1944 byla vyhláškou prezidia Nejvyššího sovětu SSSR vytvořena Brjanská oblast, jejíž součástí byl spolu s dalšími i Zlynkovský rajón. V roce 1959 byl rajón zrušen, a v roce 1988 opět obnoven.

## Demografie
V roce 2009 žilo na území rajónu celkem 13 200 lidí, z čehož žilo městském prostředí okolo 8 300 obyvatel (5,5 tisíce v rajónním centru a 2,8 tisíce v obci Vyškov). Na území rajónu se rozkládá celkem 42 osad.

## Administrativní členění
Po reformě z roku 2005 se rajón skládá ze 2 městských a 4 venkovských okresů:
Městský okres
1. Vyškovský městský okres
2. Zlynkovský městský okres

Vesnický okres
1. Deniskovičský vesnický okres
2. Rogovský vesnický okres
3. Spiridonovobudský vesnický okres
4. Šebriničský vesnický okres

## Doprava
Na území rajónu leží železniční magistrála Brjansk — Homel. V obci Vyškov se nachází železniční stanice Zlynka Moskevských drah. V obci Krasnyj Kameň ve Zlynkovském rajónu se stýkají ruská dálnice federativního významu M13 a běloruská M10.

## Zajímavost
Zlynkovskému rajónu administrativně náleží enkláva Medvežje-Saňkovo, která se nachází uvnitř Dobrušského rajónu v Homelské oblasti Běloruska.